# Азимина
Ази́мина, или Азими́на (лат. Asimina) — род двудольных цветковых растений, входящий в семейство Анноновые (Annonaceae).

## Название
Научное название рода происходит от «assimin», индейского имени этого растения. 

## Распространение и экология
Азимина — единственный внетропический род семейства Анноновые (Annonaceae). Из десятка видов азимин шесть растут в штатах Флорида и Джорджия, Asimina parviflora — в южных штатах от Техаса до Виргинии, а Asimina triloba распространёна на востоке США.
Флоридский вид Asimina tetramera занесён в Международную Красную книгу со статусом «находящийся под угрозой исчезновения» (Endangered).

## Ботаническое описание
Деревья или кустарники.
Листья цельнокрайные, травянистые или почти кожистые.
Цветки на ножках, пониклые; чашелистики подпестичные, сидячие, яйцевидные или яйцевидно-продолговатые; лепестки короче чашелистиков. Тычинки линейно-клиновидные, густо сидячие на цветоложе; столбики короткие, верхушечные; рыльца сидячие; семяпочки от 4 до 12, обычно расположенные в два ряда, анатропные.
Плоды сидячие или на ножках, толстые, яйцевидные или продолговатые. Семена расположенье в два ряда, с толстой, хрящеватой, кожистой корой.

## Виды
По информации базы данных The Plant List, род включает 11 видов:
- Asimina angustifolia Raf.
- Asimina incana (W.Bartram) Exell
- Asimina manasota DeLaney
- Asimina ×nashii Kral, гибрид A. speciosa и A. angustifolia
- Asimina obovata (Willd.) Nash
- Asimina parviflora (Michx.) Dunal
- Asimina pygmaea (W.Bartram) Dunal
- Asimina reticulata Shuttlew. ex Chapm.
- Asimina spatulata (Kral) D.B.Ward
- Asimina tetramera Small
- Asimina triloba (L.) Dunal typus[1] — Азимина трёхлопастная

## Значение и применение
Несколько видов азимин культивируются ради их съедобных плодов. Различные части многих видов азимин используются в традиционной медицине для лечения разных заболеваний.